# Lunar Polar Exploration
Lunar Polar Exploration (en français : Exploration des pôles lunaires), ou LUPEX est une mission spatiale étudiée conjointement par l'agence spatiale japonaise (JAXA) et l'agence spatiale indienne (ISRO) qui doit déposer un astromobile dans les régions polaires de la Lune. Celui-ci a pour objectif de déterminer la quantité d'eau présente aux pôles, sa distribution et contribuer à élucider les mécanismes de stockage de celle-ci. L'astromobile de 350 kilogrammes dispose d'une foreuse permettant de collecter des carottes du régolithe lunaire jusqu'à une profondeur de 1,5 mètre et d'une série d'instruments permettant de détecter les concentrations de glace d'eau et d'analyser les échantillons de sol prélevés. Si le projet est implémenté, il est prévu que LUPEX soit lancé vers 2024 par la nouvelle fusée japonaise H3. La mission à la surface de la Lune doit durer au moins 3,5 mois. 

## Contexte
Les observations de la surface de la Lune effectuées par plusieurs missions spatiales sur les émissions de celle-ci dans le spectre visible et infrarouge, ou dans la raie Lyman-alpha ainsi que la nature des neutrons émis suggèrent que la glace d'eau est largement présente dans les régions polaires. Les données collectées par les spectromètre à neutrons indiquent que la glace d'eau est beaucoup plus abondante aux latitudes supérieures à 85°. Le volume d'hydrogène mesuré dans la couche superficielle du régolithe lunaire (moins de 1 mètre de profondeur) indique que la glace d'eau représente environ 0,5% de sa masse. L'analyse du rayonnement infrarouge émis par les éjectas soulevés par un impact artificiel (mission LCROSS) dans une zone perpétuellement à l'ombre de la région polaire a indiqué que la glace d'eau représentait 6% de sa masse.
Mais en 2021, l'origine, l'abondance, les mécanismes d'accumulation et la distribution verticale et horizontale de la glace l'eau restent largement inconnus. La mission LUPEX a pour objectif de préciser ces éléments. Sur le plan scientifique, il s'agit de mieux comprendre les mécanismes de transport de l'eau dans la région du système solaire occupée par la Terre et la Lune. D'un point de vue pratique, l'objectif est de déterminer si les réserves de glace d'eau peuvent répondre à des besoins d'exploitation des ressources in situ par de futures missions lunaires avec équipage. Dans ce dernier cas, l'eau pourrait être utilisée pour produire le carburant des fusées, l'oxygène et l'eau consommés par les astronautes et ainsi alléger la masse des missions lancées vers la Lune et donc leur coût.       

## Historique du projet
Les agences spatiales japonaise (JAXA) et  indienne (ISRO) ont lancé en décembre 2017 une étude de faisabilité d'une mission conjointe baptisée LUPEX. Celle-ci repose sur un astromobile équipé d'une foreuse et d'instruments et ayant pour objectif d'analyser sur place les gisements de glace d'eau polaires. L'agence spatiale japonaise (JAXA) a sélectionné début 2020 les instruments qu'elle compte développer. La JAXA a également démarré le développement de l'astromobile et réalisé plusieurs tests pour tester les systèmes de roulement et la foreuse dans des conditions lunaires (vide, température très basse). Un montant de 2,8 Milliards ¥ (22 millions €) est consacré au projet dans le budget 2022 de l'agence spatiale japonaise (couvre la période débutant en avril 2021). 

## Caractéristiques techniques
La mission LUPEX repose sur un astromobile d'environ 350 kilogrammes (avec ses instruments) qui doit être déposé sur le sol lunaire par un atterrisseur. Pour remplir les objectifs de la mission, l'astromobile emporte une foreuse capable de prélever des échantillons de régolithe lunaire jusqu'à une profondeur de 1,5 mètre qui sont ensuite analysés par des instruments embarqués. L'astromobile peut effectuer des séjours de courte durée dans des zones non éclairées. 

## Instruments
Les instruments emportés par l'astromobile sont développés par le Japon, l'Inde et des partenaires internationaux. Ils comprennent :
- Le radar à pénétration de sol GPR (Ground Penetrating Radar) qui doit mesurer la distribution et la quantité d'eau présente à faible profondeur.
- Le spectromètre à neutrons NP (Neutron Spectrometer) qui doit également mesurer la distribution et la quantité d'eau présente à faible profondeur.
- Le spectromètre imageur ALIS (Advanced Lunar Imaging Spectrometer) qui doit effectuer les mêmes mesures en surface.
- La suite instrumentale REIWA (REssource Investigation Water Analyzer) dont le rôle est d'analyser les composés volatils présents dans les échantillons collectés en surface et à faible profondeur par la foreuse. REIWA comprend l'analyseur thermogravimétrique LTGA (Lunar Thermogravimetric Analyzer), le réflectron à triple réflexion TRITON (TRIple-reflection reflecTrON), et le détecteur de molécules d'eau utilisant la technique de la résonance optique ADORE (Aquatic Detector using Optical Resonance), ainsi qu'un ensemble d'instruments encore non déterminés fournis par l'ISRO permettant d'analyser les carottes prélevées.
- Le spectromètre de masse EMS-L (Exopheric Mass Spectrometer for LUPEX) détermine les gaz présents en surface et leur pression partielle.

## Déroulement de la mission
La sonde spatiale LUPEX doit être lancée vers 2024 par une fusée japonaise H3. Selon la planification des opérations en vigueur en 2021, les opérations à la surface de la Lune devraient durer au moins 3,5 mois pour remplir les objectifs assignés à la mission. À la suite de l'atterrissage à la surface de la Lune et après déploiement des équipements et vérification du fonctionnement des différents systèmes, l'astromobile se déplace jusqu'à un site où il a été déterminé que de l'eau pouvait être présente. Une première analyse est effectuée à l'aide du radar GPR, du spectromètre à neutrons NP et du spectromètre imageur ALIS pour déterminer la distribution et la quantité d'eau présente en surface et à faible profondeur. En s'appuyant sur ces observations préliminaires, un site favorable est sélectionné et une carotte de sol est prélevée par la foreuse pour une analyse plus fine. La carotte est déposée dans un réceptacle de la suite instrumentale REIWA qui permet de la manipuler. La carotte est pesée par l'instrument LTGA qui en découpe ensuite plusieurs sous-ensembles qui sont analysés par les instruments de la suite instrumentale développée par l'Inde. Le four de LTGA extrait les volatils présents dans l'échantillon et déduit la masse de l'eau présente à partir de la perte de masse. Les gaz extraits sont transférés aux instruments TRITON et ADORE qui déterminent les éléments chimiques présents et le contenu en eau.   

### Sources
- (en) M. Ohtake, Y. Karouji et Y. Ishihara « Current Status of the Planned Lunar Polar Exploration Mission Jointly Studied by India and Japan » (14-19 mars 2021)  (DOI 10.1117/12.2055947, lire en ligne) [PDF]
—52nd Lunar and Planetary Science Conference